# The Playlist
The Playlist (no Brasil, Som na Faixa) é uma minissérie de docudrama sueco-britânica inspirada no livro Spotify Untold escrito por Sven Carlsson e Jonas Leijonhufvud e criado para a Netflix. Dirigida por Per-Olav Sørensen, a série conta uma história "fictícia" do nascimento da empresa sueca de streaming de música Spotify, bem como seus primeiros desafios.

## Enredo
Daniel Ek é um aspirante a empresário que vê uma oportunidade sem precedentes na tumultuada indústria musical. Ele decide construir um serviço de streaming de música gratuito e legal com seu parceiro de negócios Martin Lorentzon. Mal sabia ele que o serviço iria “revolucionar” a indústria musical global e enfrentar desafios imprevistos juntamente com a sua fundação.

## Elenco

### Principal
- Edvin Endre como Daniel Ek
- Christian Hillborg como Martin Lorentzon
- Joel Lützow como Andreas Ehn
- Gizem Erdogan como Petra Hansson
- Ulf Stenberg como Per Sundin
- Janice Kamya Kavander como Bobbi Thomasson

### Recorrente
- Valter Skarsgård como Peter Sunde
- Krister Kern como Felix Hagnö
- Sofia Karemyr como Stephanie Dahlgren
- Severija Janušauskaitė como Maxine Silverson
- Sam Hazeldine como Ken Parks
- Ella Rappich como Sophia Bendz
- Erik Norén como Niklas Ivarsson
- Rufus Glaser como Ludvig Strigeus
- Jonatan Bökman como Gunnar Kreitz
- Karl Sanner como Fredrik Niemela
- Lucas Serby como Mattias Arrelid
- Alexander Gustavsson como Andreas Mattsson
- Vincent Pellegini como Rasmus Andersson
- Joel Almroth como Johann Brenner
- Felice Jankell como Sofia Levander, esposa de Daniel Ek
- Frida K Eriksson como Mãe de Daniel

### Participações
- Benjamin Löfquist como Fredrik Neij
- Thore Biselli como Gottfrid Svartholm
- Orlando Wells como Peter Thiel
- Samuel Fröler como Henrik Pontén
- Lisette Pagler como Karin Sundin
- David Bredh como William Sundin
- Hanna Ardéhn como Lisa
- Malin Barr como Aven
- Christoffer Willén como Carl
- Dan Lilja como Mattias Mischke
- Christel Elsayah como Felicia
- Paul Albertson como Stanley Barret
- John Carew como Anton
- Sandra Redlaff como Esther Ren
- Fredrik Wagner como Mats Lundholm
- Janna Granström como Greta Lundholm
- Agnes Kittelsen como Ann Almquist
- Patrick Baladi como Jim Anderson
- Amy Deasismont como Nadya Johanssen
- Tim Ahern como Senador Grayson West
- Dionne Audain como Senador Madison Landy
- Reuben Sallmander como Tom Holgersson

## Produção

### Desenvolvimento
Em 11 de dezembro de 2019, a Netflix anunciou uma minissérie ainda sem nome sobre a fundação da empresa de streaming de música Spotify. A série foi inspirada em um livro Spotify Untold, escrito por Sven Carlsson e Jonas Leijonhufvud, repórteres de negócios do sueco Dagens Industri. Berna Levin, da Yellow Bird UK, atuou como produtora executiva da série e Per-Olav Sørensen a dirigiu. Em 14 de junho de 2021, novos anúncios foram feitos, revelando que a série consistiria em seis episódios de 45 minutos. Além disso, Eiffel Mattsson e Luke Franklin estariam produzindo junto com Levin; enquanto isso, Christian Spurrier foi contratado como roteirista da série. Em 13 de setembro de 2022, Sofie Forsman e Tove Forsman foram reveladas como co-roteiristas da série.

### Elenco
O elenco da série foi revelado em 14 de junho de 2021. Edvin Endre e Christian Hillborg foram escalados como cofundadores do Spotify. Ulf Stenberg, Gizem Erdogan e Joel Lützow também assumiram papéis principais.

### Filmagem
As filmagens da série começaram em 2021. As gravações ocorreram em Estocolmo, Suécia, em junho de 2021. O processo de pós-produção aconteceu em novembro de 2021. Em agosto de 2022, as filmagens haviam sido entrecerradas.

## Lançamento
The Playlist estreou globalmente na Netflix em 13 de outubro de 2022 com seis episódios.

## Recepção
No Rotten Tomatoes, a série detém um índice de 100% de aprovação com base em 6 críticas, com uma nota média de 6,3/10. Tom Goodwyn do TechRadar deu à série 5/5 estrelas, elogiando seu roteiro, direção e atuação do elenco, com a história sendo contada a partir de seis perspectivas diferentes apontadas como sua maior força. Joel Keller do Decider também elogiou a série pelas atuações do elenco, particularmente pela atuação de Janice Kamya Kavander, ao mesmo tempo em que observou a repetitividade de sua narrativa.  Herança Stuart do The Guardian deu à série 3/5 estrelas, também elogiou a perspectiva múltipla da narrativa ao mesmo tempo em que considerou alguns episódios "um relógio frustrantemente pequenino". Por outro lado, Mike McCahill da Variety criticou a série por sua falta de "algo parecido com a emoção elétrica do filme de Fincher".